# Bes-akkoorden
Deze pagina biedt een overzicht van akkoorden met als grondtoon B♭. Alle akkoorden staan in de grondligging genoteerd, maar kunnen omgekeerd worden, door de onderste toon of tonen een octaaf hoger te plaatsen.
De akkoorden op deze pagina zijn enharmonisch gelijk aan die van A♯.

## Drieklanken
|        |               | priem | terts | kwint | notatie                                                                                          |
| ------ | ------------- | ----- | ----- | ----- | ------------------------------------------------------------------------------------------------ |
| B♭     | B♭ majeur     | b♭    | d     | f     | Het afspelen van audio wordt niet ondersteund in uw browser. U kunt het audiobestand downloaden. |
| B♭m    | B♭ mineur     | b♭    | d♭    | f     | Het afspelen van audio wordt niet ondersteund in uw browser. U kunt het audiobestand downloaden. |
| B♭+    | B♭ overmatig  | b♭    | d     | f♯    | Het afspelen van audio wordt niet ondersteund in uw browser. U kunt het audiobestand downloaden. |
| B♭dim  | B♭ verminderd | b♭    | d♭    | f♭    | Het afspelen van audio wordt niet ondersteund in uw browser. U kunt het audiobestand downloaden. |
| B♭sus2 | B♭ sus2       | b♭    | c     | f     | Het afspelen van audio wordt niet ondersteund in uw browser. U kunt het audiobestand downloaden. |
| B♭sus4 | B♭ sus4       | b♭    | e♭    | f     | Het afspelen van audio wordt niet ondersteund in uw browser. U kunt het audiobestand downloaden. |

## Vierklanken
|               |                           | priem | terts | kwint | septiem | notatie                                                                                          |
| ------------- | ------------------------- | ----- | ----- | ----- | ------- | ------------------------------------------------------------------------------------------------ |
| B♭maj7        | B♭ majeur septiem         | b♭    | d     | f     | a       | Het afspelen van audio wordt niet ondersteund in uw browser. U kunt het audiobestand downloaden. |
| B♭7           | B♭ dominant septiem       | b♭    | d     | f     | a♭      | Het afspelen van audio wordt niet ondersteund in uw browser. U kunt het audiobestand downloaden. |
| B♭m maj7      | B♭ mineur majeur septiem  | b♭    | d♭    | f     | a       | Het afspelen van audio wordt niet ondersteund in uw browser. U kunt het audiobestand downloaden. |
| B♭m7          | B♭ mineur septiem         | b♭    | d♭    | f     | a♭      | Het afspelen van audio wordt niet ondersteund in uw browser. U kunt het audiobestand downloaden. |
| B♭7sus4       |                           | b♭    | e♭    | f     | a♭      | Het afspelen van audio wordt niet ondersteund in uw browser. U kunt het audiobestand downloaden. |
| B♭ø7 (B♭m7♭5) | B♭ halfverminderd septiem | b♭    | d♭    | f♭    | a♭      | Het afspelen van audio wordt niet ondersteund in uw browser. U kunt het audiobestand downloaden. |
| B♭o7          | B♭ verminderd septiem     | b♭    | d♭    | f♭    | a♭♭     | Het afspelen van audio wordt niet ondersteund in uw browser. U kunt het audiobestand downloaden. |
| B♭7♭5         | A hardverminderd septiem  | b♭    | d     | f♭    | a♭      | Het afspelen van audio wordt niet ondersteund in uw browser. U kunt het audiobestand downloaden. |
| B♭maj7♯5      | B♭ overmatig septiem      | b♭    | d     | f♯    | a       | Het afspelen van audio wordt niet ondersteund in uw browser. U kunt het audiobestand downloaden. |
| B♭7♯5         | B♭ overmatig dominant     | b♭    | d     | f♯    | a♭      | Het afspelen van audio wordt niet ondersteund in uw browser. U kunt het audiobestand downloaden. |
| B♭6           | B♭ sext                   | b♭    | d     | f     | g       | Het afspelen van audio wordt niet ondersteund in uw browser. U kunt het audiobestand downloaden. |
| B♭m6          | B♭ mineur sext            | b♭    | d♭    | f     | g       | Het afspelen van audio wordt niet ondersteund in uw browser. U kunt het audiobestand downloaden. |

## Vijfklanken
|          |                                 | priem | terts | kwint | septiem | none | notatie                                                                                          |
| -------- | ------------------------------- | ----- | ----- | ----- | ------- | ---- | ------------------------------------------------------------------------------------------------ |
| B♭maj9   | B♭ majeur none                  | b♭    | d     | f     | a       | c    | Het afspelen van audio wordt niet ondersteund in uw browser. U kunt het audiobestand downloaden. |
| B♭9      | B♭ dominant none                | b♭    | d     | f     | a♭      | c    | Het afspelen van audio wordt niet ondersteund in uw browser. U kunt het audiobestand downloaden. |
| B♭m maj9 | B♭ mineur majeur none           | b♭    | d♭    | f     | a       | c    | Het afspelen van audio wordt niet ondersteund in uw browser. U kunt het audiobestand downloaden. |
| B♭m9     | B♭ mineur none                  | b♭    | d♭    | f     | a♭      | c    | Het afspelen van audio wordt niet ondersteund in uw browser. U kunt het audiobestand downloaden. |
| B♭7♭9    | B♭ dominant septiem kleine none | b♭    | d     | f     | a♭      | c♭   | Het afspelen van audio wordt niet ondersteund in uw browser. U kunt het audiobestand downloaden. |
| B♭7♯9    | B♭ dominant septiem overm. none | b♭    | d     | f     | a♭      | c♯   | Het afspelen van audio wordt niet ondersteund in uw browser. U kunt het audiobestand downloaden. |
| B♭6 9    | B♭ sext none                    | b♭    | d     | f     | g       | c    | Het afspelen van audio wordt niet ondersteund in uw browser. U kunt het audiobestand downloaden. |
| B♭m6 9   | B♭ mineur sext none             | b♭    | d♭    | f     | g       | c    | Het afspelen van audio wordt niet ondersteund in uw browser. U kunt het audiobestand downloaden. |